# Britanski vstop v prvo svetovno vojno
Velika Britanija je 4. avgusta z vojno napovedjo Nemčiji  vstopila v prvo svetovno vojno. Uradna razlaga se je osredotočala na zaščito nevtralne Belgije; glavni razlog pa je bil preprečiti francoski poraz, ki bi Nemčiji omogočil nadzor nad Zahodno Evropo. Na oblasti je bila Liberalna stranka s premierjem H. H. Asquithom in zunanjim ministrom Edwardom Grayem. Za razglasitev vojne se je odločil liberalni kabinet, čeprav je bila stranka do zadnje minute močno proti razglasitvi vojne. Konservativna stranka je bila vojni naklonjena. Liberalci so vedeli, da bodo, če bodo podajali različna mnenja o razglasitvi vojne, izgubili nadzor nad vlado v korist konservativcev.   
Velika Britanija se na začetku vojne ni hotela vključiti v konflikt, a ko je ugotovila za nemški napad na Belgijo, je takoj podala ukaz za umik nemških čet iz ozemlja Belgije, saj so imeli Britanci od leta 1840 podpisano zavezništvo, da bodo v primeru nemškega napada Belgije Belgijo tudi branili. Belgijci so Britance tudi zaprosili za pomoč. Nemčija britanskega ukaza ni upoštevala, zaradi česar je Velika Britanija 4. avgusta napovedala vojno Nemčiji ter se pri tem odločila tudi pomagati Franciji ter preprečiti njen poraz.